# По законам военного времени (телесериал)
«По зако́нам вое́нного вре́мени» — российско-украинский военно-исторический детективный телесериал режиссёров Максима Мехеды, Евгения Серова, Сергея Виноградова, Дмитрия Петруня и Алексея Карелина производства кинокомпании «Стар Медиа» («Star Media»).
Премьерный показ телесериала на Украине состоялся 9 мая 2016 года, а в России — 4 мая 2017 года. На российском телевидении сериал транслируется на «Первом канале».
Всего вышло 8 сезонов телесериала, включающих 68 серий.

## Сюжет
В основе сюжета — работа сотрудников советской военной прокуратуры и следственных органов в годы Великой Отечественной войны (1941—1945) и после Победы.
В центре повествования находятся четыре главных героя: жители Киева старшина Григорий Федоренко (чья семья погибла под бомбёжкой в первые дни войны), следователь Киевской военной прокуратуры Иван Рокотов (ветеран Первой Конной армии), его старый знакомый, помощник Главного военного прокурора бригвоенюрист из Москвы Николай Мирский и следователь Главной военной прокуратуры Красной армии Светлана Елагина (младшая сестра Мирского).
Группа следователей на протяжении нескольких сезонов расследует важные и запутанные дела, как на передовой, так и в прифронтовых городах.
Во втором сезоне Иван Рокотов и Светлана Елагина соединяются брачными узами.

## Построение сериала
Телевизионный сериал «По законам военного времени» включает в себя 8 сезонов, действие каждого из которых происходит в разные периоды Великой Отечественной войны (1941—1945).
| Сезон | Сезон | Серии | Премьера               | Период войны и место действия                       |
| ----- | ----- | ----- | ---------------------- | --------------------------------------------------- |
|       | 1     | 12    | 9 — 13 мая 2016        | лето 1941 года, окружённый Киев                     |
|       | 2     | 8     | 5 — 8 мая 2018         | октябрь 1941 года, прифронтовой Харьков             |
|       | 3     | 8     | 5 — 8 мая 2019         | лето 1944 год, освобождённая Одесса                 |
|       | 4     | 8     | 26 апреля — 3 мая 2021 | май 1945 года, завоёванный Инстербург               |
|       | 5     | 8     | 2 — 6 мая 2022         | осень 1945 года, советский Кёнигсберг (Калининград) |
|       | 6     | 8     | 24 апреля — 4 мая 2023 | ноябрь 1941 года — лето 1942 года, Ростов-на-Дону   |
|       | 7     | 8     | 1 — 8 мая 2024         | осень 1944 года, освобождённые территории Литвы     |
|       | 8     | 8     | 28 апреля — 7 мая 2025 | август 1942 года, Сталинград                        |

### Сезон 1
| № серии | Премьера   | Содержание серии |
| ------- | ---------- | --- |
| 1       | 09.05.2016 | Июнь 1941 года. К Киеву подступают фашистские войска. Кроме открытого врага, действуют и скрытые противники — хорошо подготовленные диверсионные группы. В пригородах города происходит ряд загадочных преступлений. Их раскрытием занимается военюрист Иван Рокотов. Ему на помощь из Москвы присылают бывшего следователя Днепропетровского УГРО Светлану Елагину. Она приезжает вместе с давним знакомым Рокотова — заместителем главного военного прокурора РККА Николаем Мирским. Мирский создает особый отдел в военной прокуратуре фронта, в составе которого Рокотов и Елагина приступают к расследованию особо важных дел. Первое из них связано с уничтожением стратегически важного дота под Киевом и убийством сына легендарного героя гражданской войны. |
| 2       | 09.05.2016 | Елагина допрашивает одного из подозреваемых, который умирает. Водитель Рокотова Григорий Иванович неофициально наводит справки о случившемся среди бойцов. Под особое подозрение Рокотова попадает вышедший из окружения особист Сомов. В это же время убивают интенданта, который продавал продовольствие со складов. Елагина обнаруживает, что у убитого был с собой тяжёлый ящик, который исчез. К тому же у него свёрнута шея, что говорит об огромной физической силе убийцы. У Рокотова появляется зацепка: преступник владеет восточной техникой рукопашного боя. В Москве принимается решение о создании группы специального назначения, которую должен возглавить Рокотов, но его внезапно арестовывают.                                                     |
| 3       | 09.05.2016 | Рокотова допрашивают в НКВД. Выясняется, что он не арестован, а задержан в связи с проведением следствия о его конфликте с одним из сослуживцев. Рокотова отпускают, но становится понятно, что конфликт с сослуживцем — только повод для задержания. На самом деле Рокотовым интересуются какие-то высокопоставленные люди. В это время под Киевом на передовой между комполка Кошуговым и начальником штаба Моцным происходит конфликт. На следующее утро комполка и почти всё руководство находят убитыми прямо в землянке. Рокотова и Елагину отправляют разбираться с этим преступлением. Елагина определяет, что стрелял человек опытный. Под подозрение попадают Моцный, Серебров и рядовой Алиханов. Последние после преступления исчезли.                    |
| 4       | 09.05.2016 | НКВД продолжает копать под Рокотова. Рокотов и Елагина продвигаются в своем расследовании. Выясняется, что Кошугов отбил у Сереброва его женщину, которая тоже была застрелена вместе с комполка. А утром, в реке, находят тело утонувшего комиссара. Елагина делает вывод, что комиссара утопили. Это мог сделать Моцный, чтобы убрать свидетеля. Елагина отстреливает пистолеты офицеров и приходит к выводу, что они той же марки, что и оружие, из которого были застрелены комполка и другие. Мирскому приходит сообщение, что прилетели люди из ЦК, срочно требующие к себе Рокотова. |
| 5       | 10.05.2016 | Приехавшая из ЦК Сидоренко говорит, что по новому делу прокуратура, милиция и НКВД будут работать вместе. Дело заключается в том, что из госбанка на аэродром вывозилось золото, по дороге одна из машин с грузом пропала, а утром были найдены убитыми Лазарян — сотрудник банка, занимающийся отправкой золота, и его соседка — жена подполковника авиации Ожогина, друга Рокотова. На раскрытие дела даётся всего 48 часов. |
| 6       | 10.05.2016 | Мирский продолжает своё секретное расследование. Рокотов находит Ожогина убитым. Врач говорит, что ранее Ожогина искали сотрудники госбезопасности. Елагина видит, что рана Ожогина похожа на рану убитого Лазаряна. Рокотов ведёт допросы сотрудников банка и выясняет важные подробности погрузки золота. Под подозрение попадает сотрудник милиции Дергачов. |
| 7       | 11.05.2016 | На оружейном заводе находят повешенным особиста Колобова. Все говорят, что это самоубийство из-за измены жены. Мирскому эта версия кажется подозрительной. Он поручает Рокотову и Елагиной разобраться с этим делом. Рокотов выясняет, что Колобов конфликтовал с двумя сотрудниками завода — Михайловым и Маленьким. У Михайлова оказывается алиби. Подруга жены Колобова рассказывает, что погибший особист всё записывал в блокнот. Но в кабинете никакого блокнота нет. |
| 8       | 11.05.2016 | Елагина спускается в подземелье, где на неё нападает Маленький, но потом отпускает, забрав пистолет. Елагина выясняет, что Маленький на самом деле работал с Колобовым под прикрытием. Колобов обнаружил хищения оружия, хотел найти его склад в подземелье, но его убили. Приехавший Рокотов идёт за Елагиной, но не знает, где она. Он находит проводника — священника из Лавры, который ведёт его по подземным лабиринтам. |
| 9       | 12.05.2016 | Преступники, переодетые в военную форму, грабят армейский склад. НКВД берётся за расследование этого преступления. Но происходит ЧП: у начальника НКВД Лозицкого из сейфа пропадают секретные документы. Их утрата может привести к раскрытию всего киевского подполья. Подозрения падают на сотрудника НКВД Шмелёва, но ему удаётся уйти от ареста. Влюблённым Рокотову и Елагиной поручают это дело. Рокотов уверен, что пропавший Шмелёв и ограбление склада связаны. |
| 10      | 12.05.2016 | В секретном пакете Мирского находится личное дело Шмелёва, из которого можно сделать два вывода: либо Шмелёв враг-диверсант, либо обозлившийся на советскую власть казак. В любом случае за ним стоит кто-то очень серьёзный. Елагина начинает осуществлять свой план, притворяясь сестрой участвовавшей в ограблении Маруси. |
| 11      | 13.05.2016 | Раненый Мирский приходит в себя в лесу. Его пытается убить лейтенант Фишман, но Мирский опережает его, а сам исчезает. Утром дежурный передает пакет с документами Рокотову. В нём оказываются личные дела высокопоставленных лиц из прокуратуры. Рокотов и Елагина понимают, что Шмелёв был прав — в их ведомстве действует шпионская группа. Рокотов и Елагина решают первым делом найти Мирского, не привлекая никого из органов, так как они теперь никому не доверяют. Их первый подозреваемый — бригвоенюрист Федин. |
| 12      | 13.05.2016 | Выясняется, что Мирский жив, а убитым в лесу найден Фишман. Федин сбегает из-под ареста. Рокотов и Елагина преследуют его, но упускают. Вскоре находят тело секретарши прокуратуры. Следствие приходит к выводу, что Федин убирает свидетелей. |

### Сезон 2
| № серии | Премьера   | Содержание серии |
| ------- | ---------- | --- |
| 1 (13)  | 05.05.2018 | При отступлении из Киева Рокотов, Елагина, Федоренко и Мирский подвергаются налёту немецкой авиации и теряют друг друга. Рокотов и Елагина уверены, что Федоренко погиб, где Мирский — они не знают. Рокотов и Елагина оказываются в военной прокуратуре Харькова, где попадают под подозрение своих же коллег. В это время в военной прокуратуре происходит убийство главного прокурора. Несмотря на то, что Рокотов и Елагина под следствием, их привлекают к расследованию. |
| 2 (14)  | 05.05.2018 | Мирский тайно оказывается в Харькове и через новую знакомую на вокзале связывается с Москвой. Мирский докладывает, что у него есть доказательства работы диверсионных групп на территории Украины с начала 1930-х годов, на что получает приказ оставаться в Харькове. Рокотов и Елагина продолжают расследование убийства прокурора Шторха и подбираются совсем близко к преступнику. Ночью на них совершается покушение.                                                     |
| 3 (15)  | 06.05.2018 | Ночью на железнодорожном вокзале неизвестные угоняют два вагона: пустой и с музейными экспонатами. Рокотов и Елагина пытаются разобраться, кто за этим стоит — диверсанты или обычные бандиты. Расследование приводит Рокотова сначала на передовую, а потом и в попавшую в окружение часть Красной Армии. Там судьба сводит его с тяжело раненым Федоренко. |
| 4 (16)  | 06.05.2018 | Вернувшись с передовой в Харьков, Рокотов докладывает Мирскому, что в одном из пропавших вагонов были беженцы, которых должны были вывезти из города. Мирский решает закрыть на это глаза и рассказывает, что во втором вагоне были ценности из музея. Под подозрение попадает вор Седой, однако у него и его сообщников на момент совершения преступления имеется алиби. |
| 5 (17)  | 07.05.2018 | Все понимают, что Харьков совсем скоро будет сдан. Количество преступлений в городе растёт. Продовольственный конвой грабит хорошо организованная банда. В живых остаётся один свидетель, который сообщает, что преступники говорили по-румынски. |
| 6 (18)  | 07.05.2018 | Рокотов на месте преступления находит вход в подземелье и идёт туда, попадая прямо в руки диверсантов. Елагина и Громов направляются по следу Рокотова, предчувствуя беду. Рокотов делает Елагиной предложение, однако предстоящее радостное событие омрачает арест Мирского Уваровым. |
| 7 (19)  | 08.05.2018 | Елагина и Рокотов пытаются помочь арестованному Мирскому. В это время появляется новое дело — нападение диверсионной группы на расчёт зенитного вооружения. Рокотов и Елагина выясняют, что диверсионная группа будет отправлена в глубокий тыл, и у них совсем мало времени для того, чтобы помешать лазутчикам осуществить задуманное. |
| 8 (20)  | 08.05.2018 | Вагон оказывается пустым. Следователи узнают, что диверсионная группа скрывается в пустом цирке. Дальнейшее расследование указывает на того, кто руководил вражеским подпольем. Освобождённый из-под ареста Мирский не верит фактам, представленным Рокотовым и Елагиной. |

### Сезон 3
| № серии | Премьера   | Содержание серии |
| ------- | ---------- | --- |
| 1 (21)  | 05.05.2019 | 1944 год. Большая часть СССР освобождена от фашистов, но скрытый враг действует на освобожденных территориях в составе диверсионных подразделений. Майор юстиции военной прокуратуры Светлана Елагина получает задание отправиться в Одессу в составе следственной группы, возглавляемой капитаном СМЕРШа Звягиновым, для разоблачения предателей и перехвата архивов германской разведки ФХО. По прибытии Елагина приступает к расследованию убийства четырёх моряков Черноморского флота. В один из дней Светлана встречает в городе своего мужа Ивана Рокотова, о котором ничего не знала с момента отступления советских войск из Харькова. |
| 2 (22)  | 05.05.2019 | Светлана просит капитана Звягинова ввести Рокотова в состав их спецподразделения. Звягинов прикрепляет Рокотова к следственной группе, приказывая тщательно проверить рассказ Ивана о деятельности в Харькове, отступлении, ранении и пребывании в партизанском отряде. Рокотов и Елагина вновь начинают работать вместе. Рокотов догадывается, что группа, прибывшая из Москвы, направлена в Одессу не для усиления местных органов охраны правопорядка. Старшина Федоренко рассказывает Рокотову, что Светлана потеряла ребёнка. |
| 3 (23)  | 06.05.2019 | Убит горвоенком подполковник Лапко. Рокотов и Елагина приступают к расследованию. Домработница сообщает Рокотову и Елагиной, что на днях бывший циркач Митяй Куценко грозился зарезать Лапко. Звягинов сообщает Елагиной, что ради неё он пошёл на должностное преступление, включив Рокотова в спецгруппу. По его сведениям, Рокотов был в плену у немцев. В городе происходит череда ограблений с убийствами: во всех случаях дверь бандитам кто-то открывал изнутри. |
| 4 (24)  | 06.05.2019 | Звягинов продолжает собирать данные на Рокотова. Елагина и Рокотов подозревают, что убийство Лапко и убийство кассира автобазы — дело рук одной банды, которую возглавляет Швец. Елагина входит в доверие к беспризорнику Сан Санычу и с помощью него пытается выйти на местных бандитов. Помощник первого секретаря горкома партии Малышев рассказывает Рокотову, где можно найти банду Швеца. Звягинов узнает от капитана шифровальной службы Горшкова, что в городе вёлся сеанс немецкой радиосвязи. |
| 5 (25)  | 07.05.2019 | Убита соседка Рокотова и Елагиной — шифровальщица штаба округа София. Осмотр места преступления выявляет, что у убитой пропали дорогое кольцо и планшет с секретными документами. Звягинов вызывает Елагину к себе и отчитывает за то, что она не сообщила об убийстве радистки, ведь на днях был запеленгован немецкий радиосигнал. Степанов сообщает Рокотову о свидетельнице, у которой есть информация о мужчине, от которого в ночь убийства возвращалась София. Теперь под подозрение попадает начальник девушки — полковник Крепкий. |
| 6 (26)  | 07.05.2019 | Беспризорник Сан Саныч, видевший напавшего на Софию, не опознаёт в полковнике Крепком убийцу. Сан Саныч передаёт Елагиной бумаги из планшета радистки: они оказываются немецкими шифровками. Капитан Горшков из шифровальной службы вспоминает, где видел человека, которого ищет следствие. Елагина попадает в смертельную западню. |
| 7 (27)  | 08.05.2019 | Ночью убит и ограблен морской патруль. Рокотов предполагает, что документы и форма нужны бандитам для какого-то конкретного дела. В порту от капитан-лейтенанта Зиминой Рокотов узнает, что машина в сопровождении морского патруля везёт в порт золото «Торгсина». В назначенное время патруль не выходит на связь. Бланк сообщает Елагиной и Рокотову, что знает, кто такой «товарищ Ворон», который выдал немцам подпольную комсомольскую ячейку. |
| 8 (28)  | 08.05.2019 | Пока Рокотов и Елагина занимались расследованиями, Звягинов искал пропавший архив ФХО. Рокотов приходит к выводу, что по характерному почерку убийства Малышева, морского патруля, связного Авдеева — это дело рук одного человека. На допросе Тюбик сообщает, что в катакомбах находится банда и, что её главарь — немецкий агент Иона. Рокотов, Елагина и Звягинов вместе с проводниками Бланком и Зиминой отправляются в катакомбы. |

### Сезон 4. «Победа!»
| № серии | Премьера   | Содержание серии |
| ------- | ---------- | --- |
| 1 (29)  | 26.04.2021 | 9 мая 1945 года. Рокотов, Елагина и Федоренко встречают День Победы в захваченном советскими войсками старинном немецком городке Инстербурге, находящемся недалеко от Кёнигсберга. На центральной площади города царит радость от великого события. Бойцы Красной армии вместе с простыми людьми ликуют и поют песни. Но радость победы прерывает трагедия. Группа немецких фашистов, в парадном обмундировании, с крыши одного из домов устраивает расстрел из пулемёта находящихся на площади советских солдат. После штурма здания среди тел убитых нацистов Рокотов находит немецкого подростка в форме вермахта и понимает, что юноша стрелял не только в русских солдат, но и в безоружных граждан. А ведь сын Рокотова тоже сейчас где-то в советской форме и с оружием в руках воюет за свою Родину. Вражеская группировка ликвидирована, но до мирной жизни ещё далеко… После трагедии, произошедшей на площади, коменданта города гвардии майора Буйносова отстраняют от должности и грозят трибуналом. Начинаются неспокойные послевоенные будни сотрудников советской военной прокуратуры на занятой советскими войсками территории Восточной Пруссии — убийства, грабежи, кражи и, конечно, немецкая агентура. И порой кажется, что война ещё на закончилась… Наутро в городе обнаруживают тело немки Хельги Браун, горничной оберст-лейтенанта Генриха фон Берга. Ночное убийство Хельги, во время комендантского часа, окутано тайной. Местное население шумит, подозревая, что её убили русские солдаты в отместку за стрельбу на площади. Капитан Светлана Елагина и майор Иван Рокотов приступают к расследованию, но после допроса владельца богатого особняка фон Берга получают приказ «сверху» забыть о существовании этого человека. Следующий день начинается с нового трупа. На улице города найден зарезанный двадцатипятилетний немецкий полицейский Макс Кранкель. Рокотов и Елагина в сопровождении находящегося под арестом майора Буйносова отправляются в дом Кранкеля, где обнаруживают тела его жестоко убитых родителей. |
| 2 (30)  | 26.04.2021 | В ходе расследования убийства Вальтера и Генриетты Кранкелей и их сына Макса следователи военной прокуратуры майор Рокотов и капитан Елагина от соседа семьи Кранкелей, бывшего чиновника местной управы Кнопфа, узнают о том, что в доме убитых пропали серебряные столовые приборы и подсвечник, а также золотые часы с цепочкой и костюм молодого Кранкеля. Тем временем, старшина Федоренко во время посещения местного советского госпиталя задерживает двух подозрительных военнослужащих, находящихся там на лечении, у которых обнаруживаются пропавшие вещи из дома убитой немецкой семьи. На допросе у следователей бойцы Карнаухов и Гринько утверждают, что никого не убивали и не грабили, а вещи нашли на улице во время самовольной отлучки. Позднее в комендатуру из фильтрационного лагеря доставляют двух пропавших несколько дней назад советских девушек-остарбайтеров, Марысю и Ксану, привезённых во время войны фашистами из Украины и работавших в доме Кранкелей. Девушки сообщают, что в ночь убийства хозяев видели как к их соседу Кнопфу пришли шестеро немецких солдат с оружием. Среди них был и сын Кнопфа, который после ухода пятерых немцев тайком бродил вокруг дома Кранкелей, будто выслеживал кого-то, а куда пошёл потом, свидетельницы не видели. Под тяжестью свидетельских показаний, старик Кнопф вынужден признаться, что убийцей нацистской семьи Кранкелей является его сын. Кнопф приводит русских солдат в дом, где прячется его вооружённый сын, и просит его сдаться, так как война уже закончилась. Сын называет отца предателем и стреляет в него автоматной очередью. В этот момент отстранённый от должности коменданта города гвардии майор Буйносов бросается на помощь старику Кнопфу и, закрыв его своей грудью, погибает. Позже в комендатуру обращается местный житель с заявлением о том, что знает убийцу Хельги Браун, горничной оберст-лейтенанта Генриха фон Берга. |
| 3 (31)  | 27.04.2021 | Для стабилизации положения в Инстербург прибывает майор Дрёмов из военной контрразвездки. В городе обнаруживается резервная точка связи, одного из связистов — лейтенанта Овсянкина, которого держали под арестом, похищают прямо из комендатуры. |
| 4 (32)  | 27.04.2021 | Перед Елагиной и Рокотовым стоит задача разгадать план польских диверсантов, похитивших лейтенанта Овсянкина. Для их отношений начало мирной жизни также оборачивается серьёзным испытанием — между ними встает прошлое Рокотова. |
| 5 (33)  | 28.04.2021 | На территории соседней комендатуры немецкие диверсанты обстреливают колонну. И предположительно укрываются в деревне неподалеку от Инстербурга. Рокотов встречает свою первую любовь Лизу, которая в молодости уехала в Германию. У неё трое детей, нет мужа, она по-прежнему очень красива и нуждается в помощи. |
| 6 (34)  | 29.04.2021 | Сержант Копырин арестован за убийство взводного во время перестрелки с немецкими диверсантами. Рокотов сомневается в его виновности, а одного из диверсантов до сих пор не могут найти… Елагина ревнует мужа к Лизе и переживает, что Рокотов хочет ребёнка. Расследование убийства Хельги Браун снова приводит её к дому фон Берга. |
| 7 (35)  | 03.05.2021 | Рокотов с Дрёмовым уезжают в Кёнигсберг допрашивать пленного поляка. По словам Дрёмова, тот поможет узнать, кто виновен в смерти Хельги Браун. Тем временем Елагина находится в плену у фон Берга, который с сожалением сообщает, что теперь вынужден будет её убить. |
| 8 (36)  | 03.05.2021 | Рокотов сбивается с ног в поисках пропавшей Елагиной, а сама Светлана Петровна оказывается в центре международного заговора. Теперь ей придется использовать все свои знания и обаяние, импровизируя на ходу, чтобы выжить и помешать планам противников осуществиться. |

### Сезон 5. «Мятеж»
| № серии | Премьера   | Описание серии |
| ------- | ---------- | --- |
| 1 (37)  | 02.05.2022 | Сентябрь 1945 года. Рокотов и Елагина в предвкушении начала мирной жизни собираются в Минск, однако на полпути их разворачивает подполковник Дремов, вернувшийся в Кенигсберг со спецзаданием. Ивану и Светлане предстоит занять ключевые позиции в оперативно-следственной группе, которая создается под руководством Дремова. И первое же произошедшее преступление показывает, что им придется иметь дело не с кучкой диверсантов, а с серьёзно организованной криминальной сетью. К тому же выясняется, что поимка особо опасных уголовных элементов не основная цель спецоперации: Дремов пока не готов раскрыть все карты. |
| 2 (38)  | 02.05.2022 | Рокотов и Елагина, включаясь в расследование очередного дела, сталкиваются с Федоренко — оказывается, он тоже задержался в городе, пытаясь выправить документы на немого мальчика. Федоренко поступает на службу в милицию, считая, что так он принесет больше пользы. Иван и Светлана, расследуя кражу тонны муки из совхоза, выясняют, что старший лейтенант, в чьем ведении находится предприятие, оказывается, имеет судимость. |
| 3 (39)  | 03.05.2022 | Рокотов и Елагина выезжают на линию разделения с поляками — при проверке в комендатуре не досчитались нескольких немцев, которые пересекли границу. Иван и Светлана расследуют пропажу, а затем и жестокие убийства нескольких человек, пытаясь понять, у кого мог быть мотив для совершения столь чудовищного преступления. Поляки высылают им в помощь молодого капитана Вишневского, который не скрывает своей симпатии к Елагиной |
| 4 (40)  | 03.05.2022 | Ночью убиты двое солдат, возвращавшихся из самоволки, а параллельно с этим на одном из разминированных участков подрываются саперы. Получается, участок вновь был кем-то заминирован. Расследования взрывов и смертей солдат поразительным образом приводят следователей к одному знаменателю — группе юношей из гитлерюгенда. |
| 5 (41)  | 04.05.2022 | Рокотов и Елагина включаются в расследование вооруженных ограблений, совершенных интернациональной бандой. Тем временем, девушка из местного борделя, Аленка, обращается за помощью к старшему лейтенанту Дуденкову — за молодыми женщинами началась активная слежка после того, как младший брат одной из них сдал НКВД своих друзей из гитлерюгенда. Аленка уверена, что их жизни в смертельной опасности. |
| 6 (42)  | 05.05.2022 | Елагина и Рокотов отправляются на заставу, расположенную у моря, расследовать убийство рядового. Стычки с различными вооруженными группами здесь никогда не были редкостью, однако солдата лишили жизни на территории заставы, в подвале. Это значит, что кому-то удалось проникнуть на строго охраняемую территорию, или… убийца кто-то из своих. |
| 7 (43)  | 06.05.2022 | Жестоко убита семья Клотц. Но кому понадобилось сводить счеты столь страшными методами?! В городе орудуют вооруженные банды, которые преследуют самые разнообразные цели. Дремову предстоит тяжелый допрос руководителя юношей из гитлерюгенда, против которого появились новые улики. И, главное, след снова ведет в бордель, где планируется облава… |
| 8 (44)  | 06.05.2022 | Светлана Петровна узнает время планируемого восстания: к этому моменту его место ей уже известно. Следователи готовятся предотвратить кровопролитие. Накануне спецоперации у Елагиной с Дремовым происходит откровенный разговор: Светлана получает информацию, ставшую шоковой для неё и для Рокотова. Она понимает, что предстоящая им финальная схватка окажется сложнее и опаснее, чем казалась ранее… |

### Сезон 6. «Битва за Ростов»
| № серии | Премьера   | Описание серии |
| ------- | ---------- | --- |
| 1 (45)  | 24.04.2023 | Ноябрь 1941 года. После выполнения боевого задания в Харькове Светлана Петровна Елагина прибывает в Ростов-на-Дону. Здесь она узнает о своей беременности, однако не уезжает в тыл, а остается ждать Рокотова, чтобы поделиться с ним радостной новостью. Елагина продолжает работать в военной прокуратуре, Федоренко вновь оказывается рядом и помогает ей. Вместе со Светланой Петровной преступления раскрывает военюрист 1-го ранга Шилов, которого она знала в подростковом возрасте и даже была в него влюблена. Их первым совместным расследованием становится убийство директора военного завода. |
| 2 (46)  | 25.04.2023 | После контузии у Елагиной, оказавшейся в оккупированном немцами Ростове-на-Дону, начинаются проблемы со здоровьем, приведшие к трагедии. Ей помогают местные подпольщики — супруги Орловы. Немцы расстреливают Орловых. Светлана Петровна винит себя в их гибели и клянется отомстить. Федоренко с Елагиной уходят из города к партизанам. В отряд приходит и Шилов. Елагиной и Шилову предстоит выявить предателя, из-за которого погибли Орловы… Тем временем Красная армия освобождает Ростов-на-Дону. |
| 3 (47)  | 26.04.2023 | Апрель 1942 года. Красная армия переходит в наступление на харьковском направлении. Немцы бомбят замаскированные склады ГСМ и скрытно передвигающиеся автоколонны с горючим, диверсанты подрывают составы с топливом на железной дороге. Елагиной с Шиловым предстоит обнаружить «крысу» в службе снабжения горючим, а также выявить связиста, передающего сведения о движении бензовозов немцам. Для выполнения секретного задания в Ростов приезжает Мирский. |
| 4 (48)  | 27.04.2023 | Отравлена рота собак-истребителей танков: 40 — погибли, 25 — в тяжелом состоянии. Командир истребительного отряда Зубов выходит на след диверсантов, однако его убивают. Елагина и Шилов обвиняют в преступлении бежавшего из мест заключения соседа Зубова — Храброва, но тот заявляет о своей непричастности. Он сознается, что в стычке лишил жизни отравившего собак диверсанта, а Зубова не трогал. Елагиной и Шилову предстоит найти настоящего убийцу. |
| 5 (49)  | 01.05.2023 | К берегу Дона течением прибивает тело мужчины в военной форме. Документов и оружия при нём нет, лишь эмблема артиллерийских войск на лычке. Следствие устанавливает личность погибшего — это командир батареи, капитан Дёмин. Судмедэкспертиза делает заключение, что Демин, сильно избитый, был брошен в воду ещё живым, а затем утонул. К тому же он был сильно пьян. Первоначальное подозрение падает на местного хулигана Цыпу, с которым у убитого случился конфликт незадолго до смерти. Однако, Елагина и Шилов не верят в причастность Цыпы к преступлению: им не дает покоя вопрос, где на передовой в военное время мог так активно «погулять» Дёмин!? Так они выходят на подпольный ресторан на острове, куда под видом посетителей внедряются Мирский и Шилов… |
| 6 (50)  | 02.05.2023 | В своей кровати ножом в сердце убит московский военкор Жилин, командированный в Ростов для написания репортажей в центральные газеты. Его блокнот пропал. Свидетели видели в окно рано утром выходящую из дома женщину, после чего слышали шум в комнате. Шилов и Елагина вычисляют, что это была бывшая жена Жилина — Ульяна, которая теперь замужем за однокурсником убитого — главредом местной газеты «Красный дон», Эткиным. Однако, Эткин уверяет, что несмотря на симпатию жены к экс-супругу, зла на Жилина не держал, да и вообще они были в хороших дружеских отношениях. Также мужчина утверждает, что в ночь убийства спал дома, однако его слова некому подтвердить, и он становится главным подозреваемым. Но не для Елагиной с Шиловым. Они узнают, что незадолго до смерти корреспондент ездил собирать материал о трудовых буднях колхоза. В поездке его сопровождали певец Барковский и аккомпаниатор Цаплин. Шилов и Елагина решают съездить в райцентр и побеседовать с администрацией и колхозниками, не подозревая сколь опасный поворот примет их расследование…                                                                                      |
| 7 (51)  | 03.05.2023 | Шилов и Елагина получают от осведомителя информацию о том, что диверсанты планируют взорвать склад боеприпасов, после чего их информатора находят убитым. В поисках хоть каких-нибудь зацепок Мирский устраивается рабочим на завод. На предприятии совсем недавно наладили сборку реактивных снарядов М-13 для «Катюш». Немцы ранее изучали захваченные в плен зенитные установки, однако им пока не удалось с точностью воспроизвести состав взрывчатого вещества реактивных снарядов: лучшие умы абвера стремятся узнать секрет бездымного баллистического пороха. Мирский в качестве рабочего бывает во всех цехах, беседует с сотрудниками завода, наблюдает. Выйдя после смены, он замечает, как Шилов разговаривает с одним из рабочих, при этом они прячутся за деревьями. А вскоре похищают главного технолога предприятия, Одинцова. Кому, если не ему, ведом заветный рецепт пороха!? Мирский начинает подозревать Шилова в шпионаже… |
| 8 (52)  | 04.05.2023 | В своей квартире ударом ножа в сердце убит певец Барковский. Аналогичным способом ранее были лишены жизни технолог Одинцов с охранником и военкор Жилин. Соседка Барковского видела, как накануне вечером к нему приходил военный, лица которого она не разглядела. Визитёром оказывается лейтенант Степанец, полагавший, что Барковский вместе с Цаплиным сотрудничал с фашистами, и приходивший «вывести его на чистую воду». Степанец уверяет следователей, что во время его ухода Барковский был жив. Мужчина становится не единственным подозреваемым: во время рейда задержан вор Цыпа — на изъятых у него часах выгравировано имя Барковского. Цыпа утверждает, что не убивал Барковского, а часы купил. Однако эта ниточка приводит к рыбе покрупнее — Шилов и Елагина выходят на диверсионную группу, планирующую нападение на сотрудников фельдъегерской службы, вывозящих с эвакуируемого завода секретную документацию по изготовлению баллистического пороха для снарядов «Катюш». Во главе цепочки стоит особо опасный немецкий агент, на задержание которого Елагина уговаривает взять Шилова: для этого ей предстоит убедить Мирского, что тот не предатель… |

### Сезон 7. «Враг за спиной»
| № серии | Премьера   | Описание серии |
| ------- | ---------- | --- |
| 1 (53)  | 01.05.2024 | Осень 1944 года. Капитан Светлана Петровна Елагина и старшина Григорий Иванович Федоренко едут в Минск за новым назначением. По дороге, на границе Белоруссии и Литвы, их машину обстреливают неизвестные, и они вынужденно оказываются в штабе сводного батальона, которым командует подполковник Шилов. Он предлагает своим старым боевым товарищам присоединиться к его бойцам и вместе бороться с многочисленными бандами «лесных братьев», которые вместе с немецкими и литовскими диверсантами организовали на территории Литвы вражеское подполье. Елагина и Федоренко соглашаются и знакомятся с ближайшими помощниками Шилова — переводчиком лейтенантом Свиридовым и криминалистом Сергей Сергеичем. В первом же деле о нападении «лесных братьев» на инкассаторов Светлана Петровна проявляет себя как незаурядный следователь, помогая вычислить «крота», действующего в штабе Шилова, который должен привести их к самой банде…                                                          |
| 2 (54)  | 01.05.2024 | Убит школьный учитель. Расследуя это дело, Елагина знакомится с товарищем убитого — директором школы Томасом и беспризорником Петькой, а лейтенант Свиридов — с учительницей Камилой, подрабатывающей в штабе армии переводчицей. Подозревая в соучастии в преступлении жену покойного — Марту, следователи, под видом беженцев, приезжают в рыбацкую деревню, где женщина скрывается вместе со своей маленькой дочкой. Деревня находится на территории, контролируемой «лесными братьями», поэтому Елагиной и Шилову приходится быть крайне осторожными. Действуя скрытно, они вычисляют настоящего убийцу и устраивают на него смертельно опасную засаду… |
| 3 (55)  | 02.05.2024 | На передовой совершена серия загадочных убийств. Во всех случаях задушены разведчики, когда-то служившие вместе, и у всех убитых в кармане находят маленький кубик для игры в кости. Шилов со Свиридовым и Елагина параллельно ведут это дело и выходят на еще одного их сослуживца по кличке «Кубик», который считался погибшим, но выжил и теперь служит санитаром. Возможно, он мстит разведчикам за то, что они бросили его когда-то во время совместного разведвыхода. Но все, как обычно, оказывается гораздо сложнее… Тем временем лейтенант Свиридов начинает ухаживать за Камилой, но, провожая ее однажды, с разочарованием обнаруживает, что девушка живет в одной квартире с директором школы Томасом. |
| 4 (56)  | 03.05.2024 | В квартире, где живут директор школы Томас и Камила, появляется родная сестра Томаса, связанная с местным подпольем. Она тяжело ранена и ей срочно нужна кровь для переливания. К тому же женщина беременна. Тем временем в городском госпитале совершено ограбление: пропали все медикаменты и кровь, необходимая для срочных операций. Елагина и Шилов в процессе расследования отрабатывают несколько ложных версий, пока не выходят на некоего дантиста, который подпольно лечит раненых «лесных братьев». В его доме они и обнаруживают Томаса и его сестру при смерти, ожидающую срочного переливания, ведь в доме никаких медикаментов, украденных со склада нет. Как нет их и в госпитале, куда следователи отправляют раненую. Томас помогает Елагиной и Шилову выйти на след настоящего организатора ограбления и найти склад хранения похищенных медикаментов, но его все равно арестовывают. Для Свиридова же обыск в квартире Томаса, где живет Камила, наоборот, приносит благую весть… |
| 5 (57)  | 03.05.2024 | Не найдя доказательств вины, директора школы Томаса выпускают из тюрьмы, а Свиридов находит способ помириться и близко сойтись с Камилой, которая продолжает работать и в школе, и в штабе. Тем временем из штабного сейфа пропадает секретная карта проходов в минных полях, по которым должно пойти начинающееся наступление Красной Армии. Следователи быстро находят карту, но бдительная Елагина обнаруживает, что документ — фальшивка, который подсунул какой-то матерый диверсант, проникший в штаб. Под подозрение попадает Камила, дядя которой, как рассказывает следователям задержанный ими свидетель, до войны сидел за ограбление банка… |
| 6 (58)  | 06.05.2024 | В прифронтовой полосе находят тела начальника секретной части — майора Назарова, и приехавшего из города штабного офицера. Шилов и Свиридов, вместе с одним из следователей СМЕРШ, отрабатывают версию о причастности к этим убийствам местных «лесных братьев» и выясняют, что в их отряде недавно появились внедренные немецкие агенты, которые пытаются пробиться через линию фронта к своим. Елагина же возвращается в город и обнаруживает в квартире погибшего штабного офицера … того самого «c особой жестокостью убитого» майора Назарова с группой переодетых немцев. Таким образом, Светлана Петровна с Федоренко оказываются в заложниках у врага, и, кажется, помощи им ждать неоткуда… |
| 7 (59)  | 07.05.2024 | Странная смерть настигает на улице 19-летнего курсанта: молодого человека сразил инсульт. Его невеста Ира — подруга Камилы, поэтому Свиридов, без разрешения Шилова, берется сам расследовать это дело. Это выходит ему боком: пытаясь спасти родителей Иры, дом которых кто-то забросал бутылками с зажигательной смесью, Свиридов попадает в госпиталь с ожогами. Параллельно Елагина и Шилов ведут дело о хищении присадок для авиационного бензина, с помощью которых «лесные братья» изготавливают бомбы. Неожиданно оба расследования выходят на одного и того же человека… |
| 8 (60)  | 08.05.2024 | Диверсанты подрывают машины высшего комсостава с помощью радиомин. Елагина, Шилов и Свиридов в процессе расследования выходят на радиокружок, когда-то работавший в школе директора Томаса. Все, кто в нем состоял, ушли на фронт, кроме одного мальчика, сестра которого учится в этой же школе. Девочка тайно влюблена в Томаса и, приревновав к нему Елагину, сама изготавливает мину и подкладывает ее в машину Федоренко. Светлана Петровна и Федоренко чудом остаются в живых, а Шилов и Свиридов, идя по следу девочки, натыкаются на настоящего изготовителя взрывных устройств. Эта история производит такое сильное впечатление на Томаса, что он записывается добровольцем на фронт… |

### Сезон 8. «Сталинград»
| № серии | Премьера   | Описание серии |
| ------- | ---------- | --- |
| 1 (61)  | 28.04.2025 | Светлана Елагина, Егор Шилов и Григорий Федоренко прибывают в Сталинград и сразу же выезжают на место преступления. Ограблен склад, угнаны машины с креозотом, охранники убиты, а их документы украдены. Следователи прокуратуры подозревают, что действовала диверсионная группа. Расследование приводит к директору типографии, который работал на диверсантов, поскольку те удерживают в заложниках его жену и ребенка. Шилов и Елагина понимают, что готовится взрыв во время эвакуации оборудования. Теперь их цель не только спасти заложников и предотвратить теракт, но и вычислить всю диверсионную группу.      |
| 2 (62)  | 29.04.2025 | В госпитале два солдата инженерных войск утверждают, что попали под снайперский огонь. Главврач Демьянова просит Шилова и Елагину обратить внимание на бойцов — их ранения похожи на самострел. Но был и третий — офицер Михайлов — который умер по дороге в госпиталь. Следователи прокуратуры изучают место, где были ранены солдаты, и находят там тело немецкого снайпера, который оказывается … вовсе не немцем, и даже не снайпером, а пропавшим работником завода. Светлана Петровна и Егор понимают, что ключ к разгадке кроется в личности погибшего Михайлова…                                                  |
| 3 (63)  | 30.04.2025 | Диверсанты ищут способ добраться до секретной разработки КБ. Уже в который раз зафиксирована работа шпионской радиостанции, после чего совершаются нападения на колонны с техникой и документами, идущие за Волгу. Шилов должен обеспечить безопасную эвакуацию разработчика тайного проекта, ученого Лоенкова. Однако, Елагина выясняет, что Лоенков присвоил себе чужое открытие, а настоящего автора убил. Но ей не дают допросить Лоенкова, который слишком ценен для дальнейшей работы КБ. По дороге на Шилова и Лоенкова организована засада, а Светлану Петровну и вовсе берут под арест по подозрению в шпионаже… |
| 4 (64)  | 01.05.2025 | Вновь перехвачен сигнал шпионской радиостанции. Той же ночью происходит налет на секретный аэродром. Следователи контрразведки допрашивают Елагину, они уверены в виновности Светланы Петровны и идут по ложному следу, пытаясь вычислить радиста. Елагина же предлагает проверить свой «почерк»: он не совпадает с «почерком» разыскиваемого радиста. В процессе расследования следователи выходят на завхоза госпиталя, который прослушивал телефонные разговоры с Москвой и, таким образом, узнавал подробности секретных операций. Но арестовать завхоза не удается…                                                  |
| 5 (65)  | 02.05.2025 | Взорвана начальник прачечной — Татьяна Грошева: бомба была в присланном ей на день рождения подарке. Шилов и Елагина опрашивают сослуживцев убитой, и выясняют, что у той был возлюбленный — бандит, который торговал старым обмундированием. А в деле о диверсантах фигурирует военная форма, которая явно проходила через прачечную, где служила Грошева. Теперь следователям необходимо не только вычислить всех членов банды, но и найти главаря, которого никто не знает в лицо. По их мнению, именно он получает «заказы» от диверсантов и может вывести на них при передаче обмундирования.                        |
| 6 (66)  | 05.05.2025 | В банк поступили старые деньги, которые по документам были списаны: по оперативной сводке они, якобы, сгорели при налете на инкассаторский грузовик. Елагина и Шилов идут по следу подозрительных денежных средств и оказываются в населенном пункте, где за простого сельского жителя выдает себя директор банка, который скорее всего причастен к ограблению. Село захватывают немцы, и Светлана Петровна с Егором попадают в плен. Помощь приходит с неожиданной, немецкой, стороны… |
| 7 (67)  | 06.05.2025 | В реке рядом с аэродромом обнаружено тело командира эскадрильи Курбатова. Расследование приводит к председателю, который решил отомстить Курбатову за «сход снаряда», убившего на его глазах жену и дочерей. Он рассказывает, как выследил Курбатова. Из показаний мужчины Шилов и Елагина узнают, что Демьянова получила от Курбатова секретную информацию, но зачем она главврачу? За Демьяновой устанавливают слежку, в процессе которой вскрывается шокирующая правда… |
| 8 (68)  | 07.05.2025 | Демьянову перевербовывают, в обмен обещая найти и освободить из плена ее мужа. Немецкое командование узнает, что вскоре должно состояться совещание Комитета Обороны: оно требует от Демьяновой выяснить точное время и место. Она передает дезинформацию. НКВД готовит операцию по захвату спецгруппы Абвера. Следователи же изучают фотографию и письма супруга главврача, чтобы понять, где его держат. Параллельно перед Шиловым и Елагиной встает еще одна серьезная проблема, от решения которой зависит жизнь сотрудника НКВД…                                                                                     |

## Роли исполняют

### В главных ролях
| Актёр                      | Роль |
| -------------------------- | --- |
| Евгений Воловенко          | Иван Григорьевич Рокотов, следователь военной прокуратуры, военюрист 2-го ранга, майор юстиции;, пропал без вести в боях под Харьковом (1942), в 1944 г. воссоединился со своей женой Светланой Петровной. |
| Екатерина Климова          | Светлана Петровна Елагина, следователь по особо важным делам Главной военной прокуратуры, военный юрист, прокурор города Кенигсберг (в 5-м сезоне)                                                         |
| Александр Панкратов-Чёрный | Григорий Иванович Федоренко, шофёр Рокотова, старшина/младший лейтенант МГБ СССР |
| Максим Дрозд               | Николай Трофимович Мирский, помощник Главного военного прокурора РККА, бригвоенюрист (1-2, 6 сезоны), генерал-майор (3-5 сезоны)                                                                           |

### В ролях (1-й сезон)
| Актёр                  | Роль                                                                                            |
| ---------------------- | ----------------------------------------------------------------------------------------------- |
| Виктория Малекторович  | Ольга Владимировна Сидоренко секретарь секретной комиссии при Политбюро ЦК ВКП(б)               |
| Виктор Сарайкин        | Семён Георгиевич Федин военный прокурор Киевского гарнизона                                     |
| Сергей Романюк         | Пётр Матвеевич Томенко старший майор госбезопасности                                            |
| Владимир Горянский     | Лозинский майор госбезопасности                                                                 |
| Евгений Ефремов        | Халимов следователь Киевского НКВД                                                              |
| Дмитрий Суржиков       | Денис Михайлович Шмелёв капитан госбезопасности (проверяющий из Москвы)                         |
| Александр Кобзарь      | Александр Петрович Сергеев военюрист 2-го ранга, следователь военной прокуратуры г. Киева       |
| Инна Беликова          | Зинаида секретарь Федина (работник военной прокуратуры г. Киева)                                |
| Игорь Портянко         | Богданенко начальник Киевского уголовного розыска (майор милиции)                               |
| Андрей Саминин         | Дергачов капитан милиции                                                                        |
| Александра Сизоненко   | Воробушкина сержант милиции                                                                     |
| Давид Бабаев           | Соломон Яковлевич сосед Рокотова                                                                |
| Софья Письман          | Бэлла соседка Рокотова, жена Соломона                                                           |
| Дария Боцманова        | Нюся Ожогина дочь погибшего друга Рокотова                                                      |
| Александр Крыжановский | Егор Ильич московский начальник Мирского (Комиссар государственной безопасности 3-го ранга)     |
| Станислав Москвин      | майор госбезопасности Потапов                                                                   |
| Константин Корецкий    | лейтенант госбезопасности Фишман                                                                |
| Олег Примогенов        | агент Абвера Сидоров главарь банды уголовников                                                  |
| Валерий Швец           | Николай Матвеевич Иванов киевский уголовник                                                     |
| Александр Суворов      | Иван Данилович Кудря лейтенант госбезопасности (организатор Киевского антифашистского подполья) |
| Зоряна Марченко        | Мария Сергеевна Остапенко связная Ивана Кудри                                                   |

### В ролях (2-й сезон)
| Актёр                  | Роль                                                                                            |
| ---------------------- | ----------------------------------------------------------------------------------------------- |
| Алексей Шутов          | Александр Громов старший лейтенант, друг детства Елагиной С.П.                                  |
| Сергей Деньга          | Игорь Вячеславович Уваров старший следователь Главной военной прокуратуры, военюрист 2-го ранга |
| Станислав Боклан       | Седой уголовный авторитет                                                                       |
| Виктория Литвиненко    | Ольга старший диспетчер железнодорожного вокзала                                                |
| Анатолий Зиновенко     | Мойша (Михаил Маркович) Либман сосед Рокотова                                                   |
| Людмила Гнилова        | Эсфирь Соломоновна Либман мать Мойши Либмана                                                    |
| Светлана Зельбет       | Нина Васильевна Саблина военюрист, сотрудник Харьковской военной прокуратуры                    |
| Андрей Мостренко       | Наум Каминский военный юрист 2-го ранга                                                         |
| Сергей Фролов          | Яков Михайлович Соловейчик сотрудник Харьковской прокуратуры                                    |
| Марк Дробот            | Степан Фёдорович Фляжников военюрист 3-го ранга, подчинённый Уварова                            |
| Дмитрий Сарансков      | Алексей Берёза командир роты, капитан                                                           |
| Владислав Мамчур       | Михаил диспетчер на вокзале                                                                     |
| Александр Крыжановский | Егор Ильич московский начальник Мирского                                                        |
| Наталия Васько         | Нина Тимофеевна Гусева сотрудник музея                                                          |

### В ролях (3-й сезон)
| Актёр                | Роль                                                                                      |
| -------------------- | ----------------------------------------------------------------------------------------- |
| Дмитрий Сутырин      | Виктор Сергеевич Звягинов капитан СМЕРШ, руководитель следственной группы                 |
| Юрий Ваксман         | Яков Иосифович Бланк член Одесского горкома партии, бывший партизан                       |
| Дмитрий Кравченко    | Николай Степанов капитан милиции                                                          |
| Александра Сизоненко | младший лейтенант Воробушкина младший лейтенант милиции                                   |
| Ксения Щербакова     | Анастасия Зимина сотрудник контрразведки ЧФ, капитан-лейтенант                            |
| Сергей Бачурский     | Валентин Александрович Крепкий Полковник, начальник шифровальной службы                   |
| Анна Глаубэ          | София Ставради шифровальщица в штабе                                                      |
| Константин Белошапка | Григорий Мавродаки жених Софии                                                            |
| Янина Колесниченко   | Афина Феодоровна Сатирас мать Дорика, тётка Софии Ставради                                |
| Захар Ронжин         | Дориус (Дорик) Сатирас сын Афины                                                          |
| Иван Шмаков          | Сан Саныч Горенко беспризорник                                                            |
| Анатолий Гущин       | Михаил Знаменский инвалид войны, муж домработницы горвоенкома Лидии                       |
| Иван Шибанов         | Аркадий Глебович Тихонович первый секретарь Одесского горкома партии                      |
| Александр Усердин    | Павел Малышев помощник Тихоновича                                                         |
| Максим Литовченко    | Лев Николаевич Авдеев капитан 2-го ранга, начальник одесского управления контрразведки ЧФ |
| Юрий Горбач          | Горшков капитан, сотрудник шифровального отдела                                           |
| Олег Чевелёв         | Иона немецкий диверсант                                                                   |

### В ролях (4-й сезон)
| Актёр              | Роль |
| ------------------ | --- |
| Анатолий Кот       | Генрих фон Берг, оберст-лейтенант (в действующем резерве), владелец богатого особняка в немецком городке Инстербурге (под Кёнигсбергом)                       |
| Александр Песков   | Виталий Сергеевич Дрёмов, майор, сотрудник СМЕРШа |
| Антон Морозов      | Буйносов, гвардии майор, комендант немецкого города Инстербурга (под Кёнигсбергом)                                                                            |
| Александр Дуденков | Александр Васильевич Дуденков, старший лейтенант, временно исполняющий обязанности коменданта немецкого города Инстербурга (под Кёнигсбергом), врач-ветеринар |
| Пётр Черняев       | Кнопф, немец, сосед убитой немецкой семьи Кранкелей, бывший чиновник местной управы                                                                           |
| Андрей Арзяев      | Карнаухов, боец Красной армии, находящийся на лечении в советском госпитале в Инстербурге                                                                     |
| Кирилл Краснов     | Гринько, боец Красной армии, находящийся на лечении в советском госпитале в Инстербурге                                                                       |

## Съёмочная группа
- Авторы сценария: Евгений Гориславец, Василий Попов, Дмитрий Лысенко, Алексей Тимошкин.
- Режиссёры: Максим Мехеда (1-й и 2-й сезоны), Евгений Серов (3-й сезон), Сергей Виноградов (с 4-го по 6-й сезоны), Дмитрий Петрунь (7-й сезон), Алексей Карелин (8-й сезон).
- Операторы-постановщики: Сергей Павленко, Илья Мелихов.

## Съёмки
Съёмки четвёртого сезона сериала прошли в августе-сентябре 2019 года в городе Черняховске (бывшем восточно-прусском городе Инстербурге) Калининградской области.
В конце ноября 2020 года завершились съёмки пятого сезона сериала, проходившие в Калининграде и Калининградской области. Съёмочной площадкой проекта стали оборонительный форт № 1 «Штайн», бастион «Штернварте» (Астрономический бастион), старинный восточно-прусский замок «Вальдау», заброшенный мясокомбинат, построенный в XIX веке, пирс в национальном парке «Куршская коса» и другие локации.